# Lijst van landen in 1960
Hieronder volgt een lijst van landen van de wereld in 1960.

## Uitleg
- Op 1 januari 1960 waren er 95 onafhankelijke staten die door een ruime meerderheid van de overige staten erkend werden (inclusief Andorra). In 1960 kwamen daar Opper-Volta, Dahomey, Centraal-Afrikaanse Republiek, Congo-Leopoldstad, Congo-Brazzaville, Cyprus, Gabon, Ivoorkust, Mauritanië, Niger, Nigeria, Senegal, Somalië, Togo, Tsjaad, Mali en Malagasië bij als onafhankelijke staten.
- Alle de facto onafhankelijke staten zonder ruime internationale erkenning zijn weergegeven onder het kopje niet algemeen erkende landen.
- Afhankelijke gebieden en gebieden die vaak als afhankelijk gebied werden beschouwd, zijn weergegeven onder het kopje niet-onafhankelijke gebieden.
- Autonome gebieden, bezette gebieden en micronaties zijn niet op deze pagina weergegeven.

## Staatkundige veranderingen in 1960
- 1 januari: Kameroen wordt onafhankelijk van Frankrijk.[1]
- 1 januari: de Britse Maagdeneilanden scheiden zich af van de West-Indische Federatie en worden een aparte kolonie.
- 27 april: Togo wordt onafhankelijk van Frankrijk.[2]
- 14 juni: de Federale Staat Zuid-Kasaï verklaart zich onafhankelijk van Belgisch-Congo.[3] Dit wordt internationaal niet erkend.
- 20 juni: Mali-federatie wordt onafhankelijk van Frankrijk.[4]
- 26 juni: Malagasië wordt onafhankelijk van Frankrijk exclusief de Verspreide Eilanden in de Indische Oceaan.
- 26 juni: Brits-Somaliland wordt onafhankelijk van het Verenigd Koninkrijk onder de naam Somaliland.[5]
- 1 juli: Belgisch-Congo wordt onafhankelijk onder de naam Congo (Congo-Leopoldstad).[6]
- 1 juli: in Ghana gaat een nieuwe grondwet van kracht. Het land wordt een republiek en krijgt als officiële naam de Republiek Ghana.[7]
- 1 juli: Somaliland wordt samengevoegd met het Italiaanse Trustschap Somalië tot de nieuwe onafhankelijke staat Somalië.[5]
- 11 juli: in Tsjecho-Slowakije wordt een nieuwe grondwet aangenomen. De officiële naam van het land verandert hierdoor van de Tsjecho-Slowaakse Republiek in de Tsjecho-Slowaakse Socialistische Republiek.[8]
- 11 juli: de Staat Katanga verklaart zich onafhankelijk van Congo-Leopoldstad.[9]
- 1 augustus: Dahomey wordt onafhankelijk van Frankrijk.[10]
- 3 augustus: Niger wordt onafhankelijk van Frankrijk.[11]
- 5 augustus: Opper-Volta wordt onafhankelijk van Frankrijk.[12]
- 7 augustus: Ivoorkust wordt onafhankelijk van Frankrijk.[13]
- 8 augustus: de Federale Staat Zuid-Kasaï wordt hernoemd tot de Mijnstaat Zuid-Kasaï.[3]
- 11 augustus: Tsjaad wordt onafhankelijk van Frankrijk.[14]
- 13 augustus: de Centraal-Afrikaanse Republiek wordt onafhankelijk van Frankrijk.[15]
- 15 augustus: Congo-Brazzaville wordt onafhankelijk van Frankrijk als de Republiek Congo.[16]
- 16 augustus: Cyprus wordt onafhankelijk van het Verenigd Koninkrijk behalve de legerbasis Akrotiri en Dhekelia.[17]
- 17 augustus: Gabon wordt onafhankelijk van Frankrijk.[18]
- 20 augustus: de Mali-federatie valt uiteen in de Soedanese Republiek en Senegal.[4]
- 22 september: de Soedanese Republiek verandert van naam en wordt de Republiek Mali.[19]
- 1 oktober: Nigeria wordt onafhankelijk van het Verenigd Koninkrijk.[20]
- 28 november: Mauritanië wordt onafhankelijk van Frankrijk.[21]

## Algemeen erkende landen

### A
| Korte landsnaam (Nederlands) | Officiële landsnaam (Nederlands) | Korte landsnaam (oorspronkelijke taal/talen) |
| ---------------------------- | -------------------------------- | -------------------------------------------- |
| Afghanistan                  | Koninkrijk Afghanistan           | Dari en Pasjtoe: Afghānestān / افغانستان     |
| Albanië                      | Volksrepubliek Albanië           | Albanees: Shqipëria                          |
| Andorra                      | Vorstendom Andorra               | Catalaans: Andorra                           |
| Argentinië                   | Argentijnse Republiek            | Spaans: Argentina                            |
| Australië                    | Gemenebest Australië             | Engels: Australia                            |

### B
| Korte landsnaam (Nederlands)              | Officiële landsnaam (Nederlands)               | Korte landsnaam (oorspronkelijke taal/talen)      |
| ----------------------------------------- | ---------------------------------------------- | ------------------------------------------------- |
| België                                    | Koninkrijk België                              | Duits: Belgien Frans: Belgique Nederlands: België |
| Bhutan                                    | Koninkrijk Bhutan                              | Dzongkha: Druk Yul / འབྲུག་ཡུལ་                      |
| Birma                                     | Unie van Birma                                 | Birmees: Bama /                                   |
| Bolivia                                   | Republiek Bolivia                              | Spaans: Bolivia                                   |
| Bondsrepubliek Duitsland (West-Duitsland) | Bondsrepubliek Duitsland                       | Duits: Bundesrepublik / Deutschland               |
| (tot 1 juni) Brazilië (vanaf 1 juni)      | Republiek van de Verenigde Staten van Brazilië | Portugees: Brasil                                 |
| Bulgarije                                 | Volksrepubliek Bulgarije                       | Bulgaars: Bălgarija / България                    |

### C
| Korte landsnaam (Nederlands)                      | Officiële landsnaam (Nederlands) | Korte landsnaam (oorspronkelijke taal/talen) |
| ------------------------------------------------- | -------------------------------- | -------------------------------------------- |
| Cambodja                                          | Koninkrijk Cambodja              | Khmer: Kampuchéa / កម្ពុជា                      |
| Canada                                            | Dominion Canada                  | Engels en Frans: Canada                      |
| Centraal-Afrikaanse Republiek (vanaf 13 augustus) | Centraal-Afrikaanse Republiek    | Frans: République centrafricaine             |
| Ceylon                                            | Ceylon                           | Singalees: Srī Lankā / ශ්‍රී ලංකා                  |
| Chili                                             | Republiek Chili                  | Spaans: Chile                                |
| China                                             | Republiek China                  | Mandarijn: Zhongguo / 中國                   |
| Colombia                                          | Republiek Colombia               | Spaans: Colombia                             |
| Congo-Brazzaville (vanaf 15 augustus)             | Republiek Congo                  | Frans: Congo                                 |
| Congo-Leopoldstad (vanaf 1 juli)                  | Republiek Congo                  | Frans: Congo                                 |
| Costa Rica                                        | Republiek Costa Rica             | Spaans: Costa Rica                           |
| Cuba                                              | Republiek Cuba                   | Spaans: Cuba                                 |
| Cyprus (vanaf 16 augustus)                        | Republiek Cyprus                 | Grieks: Kypros / Κυπρος Turks: Kıbrıs        |

### D
| Korte landsnaam (Nederlands)                    | Officiële landsnaam (Nederlands) | Korte landsnaam (oorspronkelijke taal/talen) |
| ----------------------------------------------- | -------------------------------- | -------------------------------------------- |
| Dahomey (vanaf 1 augustus)                      | Republiek Dahomey                | Frans: Dahomey                               |
| Duitse Democratische Republiek (Oost-Duitsland) | Duitse Democratische Republiek   | Duits: DDR                                   |
| Denemarken                                      | Koninkrijk Denemarken            | Deens: Danmark                               |
| Dominicaanse Republiek                          | Dominicaanse Republiek           | Spaans: República Dominicana                 |

### E
| Korte landsnaam (Nederlands) | Officiële landsnaam (Nederlands)  | Korte landsnaam (oorspronkelijke taal/talen) |
| ---------------------------- | --------------------------------- | -------------------------------------------- |
| Ecuador                      | Republiek Ecuador                 | Spaans: Ecuador                              |
| El Salvador                  | Republiek El Salvador             | Spaans: El Salvador                          |
| Ethiopië en Eritrea          | Federatie van Ethiopië en Eritrea | Amhaars:                                     |

### F
| Korte landsnaam (Nederlands) | Officiële landsnaam (Nederlands) | Korte landsnaam (oorspronkelijke taal/talen) |
| ---------------------------- | -------------------------------- | -------------------------------------------- |
| Filipijnen                   | Republiek der Filipijnen         | Engels: Philippines Filipijns: Pilipinas     |
| Finland                      | Republiek Finland                | Fins: Suomi Zweeds: Finland                  |
| Frankrijk                    | Franse Republiek                 | Frans: France                                |

### G
| Korte landsnaam (Nederlands) | Officiële landsnaam (Nederlands)                  | Korte landsnaam (oorspronkelijke taal/talen) |
| ---------------------------- | ------------------------------------------------- | -------------------------------------------- |
| Gabon (vanaf 17 augustus)    | Republiek Gabon                                   | Frans: Gabon                                 |
| Ghana                        | Ghana (tot 1 juli) Republiek Ghana (vanaf 1 juli) | Engels: Ghana                                |
| Griekenland                  | Koninkrijk Griekenland                            | Grieks: Hellas / 'Ελλας                      |
| Guatemala                    | Republiek Guatemala                               | Spaans: Guatemala                            |
| Guinee                       | Republiek Guinee                                  | Frans: Guinée                                |

### H
| Korte landsnaam (Nederlands) | Officiële landsnaam (Nederlands) | Korte landsnaam (oorspronkelijke taal/talen) |
| ---------------------------- | -------------------------------- | -------------------------------------------- |
| Haïti                        | Republiek Haïti                  | Frans: Haïti Haïtiaans-Creools: Ayiti        |
| Honduras                     | Republiek Honduras               | Spaans: Honduras                             |
| Hongarije                    | Volksrepubliek Hongarije         | Hongaars: Magyarország                       |

### I
| Korte landsnaam (Nederlands) | Officiële landsnaam (Nederlands) | Korte landsnaam (oorspronkelijke taal/talen)            |
| ---------------------------- | -------------------------------- | ------------------------------------------------------- |
| Ierland                      | Ierland                          | Engels: Ireland Iers: Éire                              |
| IJsland                      | IJsland                          | IJslands: Ísland                                        |
| India                        | Republiek India                  | Engels: India Hindi: Bhārat / भारत                       |
| Indonesië                    | Republiek Indonesië              | Indonesisch: Indonesia                                  |
| Irak                         | Republiek Irak                   | Arabisch: al-ʿIrāq / العراق                             |
| Iran                         | Keizerrijk Iran                  | Perzisch: Īrān / ایران                                  |
| Israël                       | Staat Israël                     | Arabisch: Isrāʾīl / اسرائيل Hebreeuws: Yisra'el / ישראל |
| Italië                       | Italiaanse Republiek             | Italiaans: Italia                                       |
| Ivoorkust (vanaf 7 augustus) | Republiek Ivoorkust              | Frans: Côte d'Ivoire                                    |

### J
| Korte landsnaam (Nederlands) | Officiële landsnaam (Nederlands)    | Korte landsnaam (oorspronkelijke taal/talen)                                    |
| ---------------------------- | ----------------------------------- | ------------------------------------------------------------------------------- |
| Japan                        | Japan                               | Japans: Nihon / 日本                                                            |
| Jemen                        | Mutawakkilitisch Koninkrijk Jemen   | Arabisch: al-Yaman / اليمن                                                      |
| Joegoslavië                  | Federale Volksrepubliek Joegoslavië | Macedonisch en Servo-Kroatisch: Jugoslavija / Југославија Sloveens: Jugoslavija |
| Jordanië                     | Hasjemitisch Koninkrijk Jordanië    | Arabisch: al-ʾUrdun / الأردن                                                    |

### K
| Korte landsnaam (Nederlands) | Officiële landsnaam (Nederlands) | Korte landsnaam (oorspronkelijke taal/talen) |
| ---------------------------- | -------------------------------- | -------------------------------------------- |
| Kameroen (vanaf 1 januari)   | Republiek Kameroen               | Engels: Cameroon Frans: Cameroun             |

### L
| Korte landsnaam (Nederlands) | Officiële landsnaam (Nederlands) | Korte landsnaam (oorspronkelijke taal/talen) |
| ---------------------------- | -------------------------------- | -------------------------------------------- |
| Laos                         | Koninkrijk Laos                  | Laotiaans: Lao / ນລາວ                        |
| Libanon                      | Republiek Libanon                | Arabisch: Lubnān / لبنان                     |
| Liberia                      | Republiek Liberia                | Engels: Liberia                              |
| Libië                        | Verenigd Koninkrijk Libië        | Arabisch: Lībiyyā / ليبيا                    |
| Liechtenstein                | Vorstendom Liechtenstein         | Duits: Liechtenstein                         |
| Luxemburg                    | Groothertogdom Luxemburg         | Duits: Luxemburg Frans: Luxembourg           |

### M
| Korte landsnaam (Nederlands)                 | Officiële landsnaam (Nederlands)  | Korte landsnaam (oorspronkelijke taal/talen)         |
| -------------------------------------------- | --------------------------------- | ---------------------------------------------------- |
| Malagasië (vanaf 26 juni)                    | Republiek Malagasië               | Frans: République malgache Plateaumalagasi: Malagasy |
| Malakka                                      | Federatie van Malakka             | Engels: Malaya Maleis: Persekutuan Tanah Melayu      |
| Mali (vanaf 22 september)                    | Republiek Mali                    | Frans: Mali                                          |
| Mali-federatie (van 20 juni tot 20 augustus) | Mali-federatie                    | Frans: Fédération du Mali                            |
| Marokko                                      | Koninkrijk Marokko                | Arabisch: al-Maghrib / المغرب                        |
| Mauritanië (vanaf 28 november)               | Islamitische Republiek Mauritanië | Arabisch: Mūrītāniyyā / موريتانيا                    |
| Mexico                                       | Verenigde Mexicaanse Staten       | Spaans: México                                       |
| Monaco                                       | Vorstendom Monaco                 | Frans: Monaco                                        |
| Mongolië                                     | Volksrepubliek Mongolië           | Mongools: Mongol Uls / Монгол Улс /                  |

### N
| Korte landsnaam (Nederlands) | Officiële landsnaam (Nederlands)   | Korte landsnaam (oorspronkelijke taal/talen) |
| ---------------------------- | ---------------------------------- | -------------------------------------------- |
| Nederland                    | Koninkrijk der Nederlanden         | Nederlands: Nederland                        |
| Nepal                        | Koninkrijk Nepal                   | Nepalees: Nepal / नेपाल                        |
| Nicaragua                    | Republiek Nicaragua                | Spaans: Nicaragua                            |
| Nieuw-Zeeland                | Dominion Nieuw-Zeeland             | Engels: New Zealand                          |
| Niger (vanaf 3 augustus)     | Republiek Niger                    | Frans: Niger                                 |
| Nigeria (vanaf 1 oktober)    | Federatie van Nigeria              | Engels: Nigeria                              |
| Noord-Korea                  | Democratische Volksrepubliek Korea | Koreaans: Chosŏn / 조선                      |
| Noord-Vietnam                | Democratische Republiek Vietnam    | Vietnamees: Việt Nam                         |
| Noorwegen                    | Koninkrijk Noorwegen               | Bokmål: Norge Nynorsk: Noreg                 |

### O
| Korte landsnaam (Nederlands)   | Officiële landsnaam (Nederlands) | Korte landsnaam (oorspronkelijke taal/talen) |
| ------------------------------ | -------------------------------- | -------------------------------------------- |
| Oostenrijk                     | Republiek Oostenrijk             | Duits: Österreich                            |
| Opper-Volta (vanaf 5 augustus) | Republiek Opper-Volta            | Frans: Haute-Volta                           |

### P
| Korte landsnaam (Nederlands) | Officiële landsnaam (Nederlands) | Korte landsnaam (oorspronkelijke taal/talen) |
| ---------------------------- | -------------------------------- | -------------------------------------------- |
| Pakistan                     | Islamitische Republiek Pakistan  | Engels: Pakistan Urdu: Pākistān / پاکستان    |
| Panama                       | Republiek Panama                 | Spaans: Panamá                               |
| Paraguay                     | Republiek Paraguay               | Spaans: Paraguay                             |
| Peru                         | Peruviaanse Republiek            | Spaans: Perú                                 |
| Polen                        | Volksrepubliek Polen             | Pools: Polska                                |
| Portugal                     | Portugese Republiek              | Portugees: Portugal                          |

### R
| Korte landsnaam (Nederlands) | Officiële landsnaam (Nederlands) | Korte landsnaam (oorspronkelijke taal/talen) |
| ---------------------------- | -------------------------------- | -------------------------------------------- |
| Roemenië                     | Volksrepubliek Roemenië          | Roemeens: România                            |

### S
| Korte landsnaam (Nederlands)                           | Officiële landsnaam (Nederlands)                 | Korte landsnaam (oorspronkelijke taal/talen)                                     |
| ------------------------------------------------------ | ------------------------------------------------ | -------------------------------------------------------------------------------- |
| San Marino                                             | Republiek San Marino                             | Italiaans: San Marino                                                            |
| Saoedi-Arabië                                          | Koninkrijk Saoedi-Arabië                         | Arabisch: al-ʿArabiya as-Saʿūdiyya / العربيّة السعودية                            |
| Senegal (vanaf 20 augustus)                            | Republiek Senegal                                | Frans: Sénégal                                                                   |
| Soedan                                                 | Republiek Soedan                                 | Arabisch: as-Sūdān / السودان                                                     |
| Soedanese Republiek (van 20 augustus tot 22 september) | Soedanese Republiek                              | Frans: République soudanaise                                                     |
| Somalië (vanaf 1 juli)                                 | Somalische Republiek                             | Arabisch: Aṣ-Ṣūmāl / الصومال Somalisch: Soomaaliya                               |
| Somaliland (van 26 juni tot 1 juli)                    | Staat Somaliland                                 | Arabisch: ʾArḍ aṣ-Ṣūmāl / أرض الصومال Engels: Somaliland Somalisch: Soomaaliland |
| Sovjet-Unie                                            | Unie van Socialistische Sovjetrepublieken (USSR) | Russisch: Sovjetski Sojoez / Советский Союз                                      |
| Spanje                                                 | Spaanse Staat                                    | Spaans: España                                                                   |

### T
| Korte landsnaam (Nederlands) | Officiële landsnaam (Nederlands)                                                                     | Korte landsnaam (oorspronkelijke taal/talen)         |
| ---------------------------- | --- | ---------------------------------------------------- |
| Thailand                     | Koninkrijk Thailand                                                                                  | Thai: Prathet Thai / ประเทศไทย                       |
| Togo (vanaf 27 april)        | Republiek Togo                                                                                       | Frans: Togo                                          |
| Tsjaad (vanaf 11 augustus)   | Republiek Tsjaad                                                                                     | Arabisch: Tšād / تشاد Frans: Tchad                   |
| Tsjecho-Slowakije            | Tsjecho-Slowaakse Republiek (tot 11 juli) Tsjecho-Slowaakse Socialistische Republiek (vanaf 11 juli) | Slowaaks: Česko-Slovensko Tsjechisch: Československo |
| Tunesië                      | Republiek Tunesië                                                                                    | Arabisch: Tūnis / تونس                               |
| Turkije                      | Republiek Turkije                                                                                    | Turks: Türkiye                                       |

### U
| Korte landsnaam (Nederlands) | Officiële landsnaam (Nederlands)    | Korte landsnaam (oorspronkelijke taal/talen) |
| ---------------------------- | ----------------------------------- | -------------------------------------------- |
| Uruguay                      | Republiek ten oosten van de Uruguay | Spaans: Uruguay                              |

### V
| Korte landsnaam (Nederlands)                 | Officiële landsnaam (Nederlands)                          | Korte landsnaam (oorspronkelijke taal/talen)                                 |
| -------------------------------------------- | --------------------------------------------------------- | ---------------------------------------------------------------------------- |
| Vaticaanstad                                 | Staat Vaticaanstad                                        | Italiaans: Città del Vaticano                                                |
| Venezuela                                    | Verenigde Staten van Venezuela                            | Spaans: Venezuela                                                            |
| Verenigd Koninkrijk                          | Verenigd Koninkrijk van Groot-Brittannië en Noord-Ierland | Engels: United Kingdom                                                       |
| Verenigde Arabische Republiek                | Verenigde Arabische Republiek                             | Arabisch: Al-Jumhuriyah al-'Arabia al-Muttahidah / الجمهورية العربية المتحدة |
| (tot 4 juli) Verenigde Staten (vanaf 4 juli) | Verenigde Staten van Amerika                              | Engels: United States                                                        |

### Z
| Korte landsnaam (Nederlands) | Officiële landsnaam (Nederlands) | Korte landsnaam (oorspronkelijke taal/talen)                        |
| ---------------------------- | -------------------------------- | ------------------------------------------------------------------- |
| Zuid-Afrika                  | Unie van Zuid-Afrika             | Afrikaans: Suid-Afrika Engels: South Africa Nederlands: Zuid-Afrika |
| Zuid-Korea                   | Republiek Korea                  | Koreaans: Han Kuk / 한국                                            |
| Zuid-Vietnam                 | Republiek Vietnam                | Vietnamees: Việt Nam                                                |
| Zweden                       | Koninkrijk Zweden                | Zweeds: Sverige                                                     |
| Zwitserland                  | Zwitserse Bondsstaat             | Duits: Schweiz Frans: Suisse Italiaans: Svizzera                    |

## Niet algemeen erkende landen
In onderstaande lijst zijn landen opgenomen die een ruime internationale erkenning misten, maar wel de facto onafhankelijk waren en de onafhankelijkheid hadden uitgeroepen.
| Korte landsnaam (Nederlands) | Officiële landsnaam (Nederlands)                                                               | Korte landsnaam (oorspronkelijke taal/talen)                                  |
| ---------------------------- | ---------------------------------------------------------------------------------------------- | ----------------------------------------------------------------------------- |
| China                        | Volksrepubliek China                                                                           | Standaardmandarijn: Zhongguo / 中国                                           |
| Dadra en Nagar Haveli        | Vrij Dadra en Nagar Haveli                                                                     | Gujarati: દાદરા અને નગર હવેલી Hindi: दादरा आणि नगर हवेली Portugees: Dadrá e Nagar-Aveli |
| Katanga (vanaf 11 juli)      | Staat Katanga                                                                                  | Frans: Katanga                                                                |
| Suvadiva                     | Verenigde Republiek Suvadiva                                                                   | Divehi: Suvadive / ސުވައިދީބު                                                      |
| Zuid-Kasaï (vanaf 14 juni)   | Federale staat Zuid-Kasaï (van 14 juni tot 8 augustus) Mijnstaat Zuid-Kasaï (vanaf 8 augustus) | Frans: Sud-Kasaï                                                              |

## Niet-onafhankelijke gebieden
Hieronder staat een lijst van afhankelijke gebieden inclusief Åland en Spitsbergen.

### Amerikaans-Britse condominia
| Korte landsnaam (Nederlands)                    | Status      | Korte landsnaam (oorspronkelijke taal/talen) |
| ----------------------------------------------- | ----------- | -------------------------------------------- |
| (tot 4 juli) Canton en Enderbury (vanaf 4 juli) | Condominium | Engels: Canton and Enderbury Islands         |

### Amerikaanse niet-onafhankelijke gebieden
De Amerikaanse Maagdeneilanden, Guam en Puerto Rico waren organized unincorporated territories, wat wil zeggen dat het afhankelijke gebieden waren van de Verenigde Staten met een bepaalde vorm van zelfbestuur. Daarnaast waren er nog een aantal unorganized unincorporated territories: Amerikaans-Samoa, Baker, Howland, Jarvis, Johnston, Kingman, Midway, Navassa, de Panamakanaalzone, de Petreleilanden, Quita Sueño, Roncador, Serrana, Serranilla, de Swaneilanden en Wake. Deze gebieden waren ook afhankelijke gebieden van de VS, maar kenden geen vorm van zelfbestuur. Palmyra was een unorganized incorporated territory en was dus wel een integraal onderdeel van de Verenigde Staten, maar werd vaak wel als afhankelijk gebied beschouwd. Het Trustschap van de Pacifische Eilanden was een trustschap van de Verenigde Naties onder Amerikaans bestuur.
Diverse eilandgebieden werden door de Verenigde Staten geclaimd als unorganized unincorporated territories, maar werden door andere landen bestuurd. De eilandgebieden Birnie, Caroline, Fanning, Flint, Funafuti, Gardner, Kersteiland, Malden, McKean, Nukufetau, Nukulaelae, Niulakita, Phoenix, Starbuck, Sydney, Vostok en Washington vielen onder het bestuur van het Verenigd Koninkrijk (als onderdeel van de Gilbert- en Ellice-eilanden). De eilandgebieden Manihiki, Penrhyn, Pukapuka en Rakahanga vielen onder het bestuur van de Nieuw-Zeeland (als onderdeel van de Cookeilanden); en de eilandgebieden Atafu, Bowditch en Nukunonu vielen onder het bestuur van Nieuw-Zeeland (als onderdeel van de Tokelau-eilanden).
| Korte landsnaam (Nederlands)                     | Status                                             | Korte landsnaam (oorspronkelijke taal/talen)           |
| ------------------------------------------------ | -------------------------------------------------- | ------------------------------------------------------ |
| Amerikaanse Maagdeneilanden                      | Organized unincorporated territory                 | Engels: United States Virgin Islands                   |
| (tot 24 april) Amerikaans-Samoa (vanaf 24 april) | Unorganized unincorporated territory               | Engels: American Samoa Samoaans: Amerika Sāmoa         |
| (tot 4 juli) Baker (vanaf 4 juli)                | Unorganized unincorporated territory               | Engels: Baker Island                                   |
| Guam                                             | Organized unincorporated territory                 | Engels: Guam Chamorro: Guåhan                          |
| (tot 4 juli) Howland (vanaf 4 juli)              | Unorganized unincorporated territory               | Engels: Howland Island                                 |
| (tot 4 juli) Jarvis (vanaf 4 juli)               | Unorganized unincorporated territory               | Engels: Jarvis Island                                  |
| (tot 4 juli) Johnston (vanaf 4 juli)             | Unorganized unincorporated territory               | Engels: Johnston Atoll                                 |
| (tot 4 juli) Kingman (vanaf 4 juli)              | Unorganized unincorporated territory               | Engels: Kingman Reef                                   |
| (tot 4 juli) Midway (vanaf 4 juli)               | Unorganized unincorporated territory               | Engels: Midway Islands                                 |
| (tot 4 juli) Navassa (vanaf 4 juli)              | Unorganized unincorporated territory               | Engels: Navassa Island                                 |
| (tot 4 juli) Palmyra (vanaf 4 juli)              | Unorganized incorporated territory                 | Engels: Palmyra Atoll                                  |
| Panamakanaalzone                                 | Unorganized unincorporated territory               | Engels: Panama Canal Zone                              |
| (tot 4 juli) Petreleilanden (vanaf 4 juli)       | Unorganized unincorporated territory               | Engels: Petrel Islands                                 |
| Puerto Rico                                      | Organized unincorporated territory (Gemenebest)    | Engels en Spaans: Puerto Rico                          |
| (tot 4 juli) Quita Sueño (vanaf 4 juli)          | Unorganized unincorporated territory               | Engels: Quitasueño Bank                                |
| (tot 4 juli) Riukiu-eilanden (vanaf 4 juli)      | Militaire bezetting met burgerlijk bestuur (USCAR) | Engels: Riukiu Islands Japans: Ryūkyū-shotō / 琉球諸島 |
| (tot 4 juli) Roncador (vanaf 4 juli)             | Unorganized unincorporated territory               | Engels: Roncador Bank                                  |
| (tot 4 juli) Serrana (vanaf 4 juli)              | Unorganized unincorporated territory               | Engels: Serrana Bank                                   |
| (tot 4 juli) Serranilla (vanaf 4 juli)           | Unorganized unincorporated territory               | Engels: Serranilla Bank                                |
| (tot 4 juli) Swaneilanden (vanaf 4 juli)         | Unorganized unincorporated territory               | Engels: Swan Islands                                   |
| Trustschap van de Pacifische Eilanden            | Trustschap                                         | Engels: Trust Territory of the Pacific Islands         |
| (tot 4 juli) Wake (vanaf 4 juli)                 | Unorganized unincorporated territory               | Engels: Wake Island                                    |

### Australisch-Brits-Nieuw-Zeelands territorium
| Korte landsnaam (Nederlands) | Status     | Korte landsnaam (oorspronkelijke taal/talen) |
| ---------------------------- | ---------- | -------------------------------------------- |
| Nauru                        | Trustschap | Engels: Nauru                                |

### Australische niet-onafhankelijke gebieden
De externe territoria van Australië werden door de Australische overheid gezien als een integraal onderdeel van Australië, maar werden vaak toch beschouwd als afhankelijke gebieden van Australië.
| Korte landsnaam (Nederlands)        | Status                           | Korte landsnaam (oorspronkelijke taal/talen) |
| ----------------------------------- | -------------------------------- | -------------------------------------------- |
| Australisch Antarctisch Territorium | Extern territorium               | Engels: Australian Antarctic Territory       |
| Christmaseiland                     | Extern territorium               | Engels: Christmas Island                     |
| Cocoseilanden                       | Extern territorium               | Engels: Cocos (Keeling) Islands              |
| Heard en McDonaldeilanden           | Extern territorium               | Engels: Heard Island and McDonald Islands    |
| Norfolk                             | Extern territorium               | Engels: Norfolk Island                       |
| Papoea en Nieuw-Guinea              | Trustschap en extern territorium | Engels: Papua and New Guinea                 |

### Belgische niet-onafhankelijke gebieden
| Korte landsnaam (Nederlands) | Status     | Korte landsnaam (oorspronkelijke taal/talen)  |
| ---------------------------- | ---------- | --------------------------------------------- |
| Belgisch-Congo (tot 1 juli)  | Kolonie    | Frans: Congo belge Nederlands: Belgisch Kongo |
| Ruanda-Urundi                | Trustschap | Frans en Nederlands: Ruanda-Urundi            |

### Brits-Franse condominia
| Korte landsnaam (Nederlands) | Status      | Korte landsnaam (oorspronkelijke taal/talen)  |
| ---------------------------- | ----------- | --------------------------------------------- |
| Nieuwe Hebriden              | Condominium | Engels: New Hebrides Frans: Nouvelle-Hébrides |

### Britse niet-onafhankelijke gebieden
In onderstaande lijst zijn onder meer de Britse (kroon)kolonies en protectoraten weergegeven. Jersey, Guernsey en Man hadden als Britse Kroonbezittingen niet de status van kolonie, maar hadden een andere relatie tot het Verenigd Koninkrijk. Brunei, de Maldivische Eilanden en Tonga stonden als protected states onder Britse protectie, maar waren, in tegenstelling tot daadwerkelijke protectoraten, grotendeels autonoom aangaande interne aangelegenheden. De Britse Salomonseilanden, Canton en Enderbury (een Amerikaans-Brits condominium), de Gilbert- en Ellice-eilanden en de Nieuwe Hebriden (een Brits-Frans condominium) werden door één enkele vertegenwoordiger van de Britse Kroon bestuurd onder de naam Britse West-Pacifische Territoria, maar zijn wel apart in de lijst opgenomen. Basutoland, Beetsjoeanaland en Swaziland werden door een vertegenwoordiger bestuurd onder de naam High Commission Territories, maar zijn ook apart in de lijst opgenomen. Bahrein, Koeweit, Muscat en Oman, Qatar en de Verdragsstaten waren protected states en vielen als zodanig onder de Persian Gulf Residency. Ook deze landen zijn apart in de lijst opgenomen.
| Korte landsnaam (Nederlands)             | Status                                              | Korte landsnaam (oorspronkelijke taal/talen)                                                                              |
| ---------------------------------------- | --------------------------------------------------- | --- |
| Aden                                     | Kroonkolonie                                        | Engels: Aden Colony |
| Aden                                     | Protectoraat                                        | Arabisch: Maḥmiyyat ʿAdan / محمية عدن Engels: Aden Protectorate                                                           |
| Akrotiri en Dhekelia (vanaf 16 augustus) | Kolonie                                             | Engels: Akrotiri and Dhekelia Grieks: Akrotiri kai Dhekelia / Ακρωτήρι και Δεκέλεια                                       |
| Bahama-eilanden                          | Kroonkolonie                                        | Engels: Bahama Islands |
| Bahrein                                  | Protected state                                     | Arabisch: al-Bahrayn / البحرين Engels: Bahrain                                                                            |
| Basutoland                               | Kolonie                                             | Engels: Basutoland |
| Beetsjoeanaland                          | Protectoraat                                        | Engels: Bechuanaland |
| Bermuda                                  | Kroonkolonie                                        | Engels: Bermuda |
| Britse Maagdeneilanden (vanaf 1 januari) | Kroonkolonie                                        | Engels: British Virgin Islands                                                                                            |
| Britse Salomonseilanden                  | Protectoraat                                        | Engels: British Solomon Islands                                                                                           |
| Brits-Guiana                             | Kroonkolonie                                        | Engels: British Guiana |
| Brits-Honduras                           | Kroonkolonie                                        | Engels: British Honduras                                                                                                  |
| Brits-Kameroen                           | Trustschap                                          | Engels: Cameroons |
| Brits-Somaliland (tot 26 juni)           | Protectoraat                                        | Engels: British Somaliland                                                                                                |
| Brunei                                   | Protected state: Staat Brunei Darussalam            | Engels en Maleis: Brunei                                                                                                  |
| Cyprus (tot 16 augustus)                 | Kroonkolonie                                        | Engels: Cyprus |
| Falklandeilanden                         | Kroonkolonie                                        | Engels: Falkland Islands                                                                                                  |
| Fiji                                     | Kroonkolonie                                        | Engels: Fiji |
| Gambia                                   | Protectoraat en Kroonkolonie                        | Engels: The Gambia |
| Gibraltar                                | Kroonkolonie                                        | Engels: Gibraltar |
| Gilbert- en Ellice-eilanden              | Kroonkolonie                                        | Engels: Gilbert and Ellice Islands                                                                                        |
| Guernsey                                 | Brits Kroonbezit                                    | Engels: Guernsey Frans: Guernesey                                                                                         |
| Hongkong                                 | Kroonkolonie                                        | Engels: Hong Kong Kantonees: Hong Kong / 香港                                                                             |
| Jersey                                   | Brits Kroonbezit                                    | Engels en Frans: Jersey                                                                                                   |
| Kenia                                    | Protectoraat en Kroonkolonie                        | Engels: Kenya |
| Koeweit                                  | Protected state: Sjeikdom Koeweit                   | Arabisch: al-Kuwayt / الكويت Engels: Kuwait                                                                               |
| Line-eilanden                            | Overzees bezit                                      | Engels: Line Islands |
| Maldivische Eilanden                     | Protected state: Sultanaat der Maldiven             | Engels: Maldive Islands                                                                                                   |
| Malta                                    | Kroonkolonie                                        | Engels, Italiaans en Maltees: Malta                                                                                       |
| Man                                      | Brits Kroonbezit                                    | Engels: Isle of Man Manx-Gaelisch: Ellan Vannin                                                                           |
| Mauritius                                | Kroonkolonie                                        | Engels: Mauritius |
| Muscat en Oman                           | Protected state: Sultanaat Muscat en Oman           | Arabisch: Umān / عُمان Engels: Oman                                                                                        |
| Nigeria (tot 1 oktober)                  | Kroonkolonie met zelfbestuur: Federatie van Nigeria | Engels: Nigeria |
| Noord-Borneo                             | Kroonkolonie                                        | Engels: North Borneo |
| Oeganda                                  | Protectoraat                                        | Engels: Uganda |
| Qatar                                    | Protected state                                     | Arabisch: Qatar / قطر Engels: Qatar                                                                                       |
| Rhodesië en Nyasaland                    | Kroonkolonie                                        | Engels: Rhodesia and Nyasaland                                                                                            |
| Sarawak                                  | Kroonkolonie                                        | Engels: Sarawak Maleis: Sarawak / سراوق                                                                                   |
| Seychellen                               | Kroonkolonie                                        | Engels: Seychelles |
| Sierra Leone                             | Kroonkolonie en protectoraat                        | Engels: Sierra Leone |
| Singapore                                | Kroonkolonie met zelfbestuur                        | Engels: Singapore |
| Sint-Helena                              | Kroonkolonie                                        | Engels: Saint Helena |
| Swaziland                                | Protectoraat                                        | Engels: Swaziland Swazi: eSwatini                                                                                         |
| Tanganyika                               | Trustschap                                          | Engels: Tanganyika |
| Tonga                                    | Protected state: Koninkrijk Tonga                   | Engels en Tongaans: Tonga                                                                                                 |
| Verdragsstaten                           | Protected state                                     | Arabisch: ولايات الساحل المتصالح Engels: Trucial States                                                                   |
| West-Indische Federatie                  | Kroonkolonie                                        | Engels: West Indies Federation                                                                                            |
| Zanzibar                                 | Protectoraat: Sultanaat Zanzibar                    | Arabisch: Zanjibār / زنجبار Engels: Zanzibar                                                                              |
| Zuid-Arabische Emiraten                  | Protectoraat                                        | Arabisch: Ittiḥād Imārāt al-ǧanūb al-ʿarabī / اتحاد إمارات الجنوب العربي Engels: Federation of Arab Emirates of the South |

### Deense niet-onafhankelijke gebieden
Faeröer was een autonome provincie van Denemarken en maakte eigenlijk integraal deel uit van dat land, maar werd vaak beschouwd als afhankelijk gebied. Groenland was een gewone provincie van Denemarken en had geen autonome status, maar werd ook vaak gezien als afhankelijk gebied.
| Korte landsnaam (Nederlands) | Status             | Korte landsnaam (oorspronkelijke taal/talen) |
| ---------------------------- | ------------------ | -------------------------------------------- |
| Faeröer                      | Autonome provincie | Deens: Færøerne Faeröers: Føroyar            |
| Groenland                    | Provincie          | Deens: Grønland                              |

### Finse niet-onafhankelijke gebieden
Åland maakte eigenlijk integraal onderdeel uit van Finland, maar heeft sinds de Vrede van Parijs (1856) een internationaal erkende speciale status met grote autonomie.
| Korte landsnaam (Nederlands) | Status          | Korte landsnaam (oorspronkelijke taal/talen) |
| ---------------------------- | --------------- | -------------------------------------------- |
| Åland                        | Autonoom gebied | Zweeds: Åland                                |

### Franse niet-onafhankelijke gebieden
Alle Franse overzeese gebieden maakten integraal onderdeel uit van Frankrijk en het land kende dus officieel geen afhankelijke gebieden. De Franse overzeese gebieden werden echter wel vaak als zodanig beschouwd, al werden soms alleen de overzeese gebieden die geen overzees departement waren, beschouwd als afhankelijke gebieden. Voor de volledigheid zijn hier alle Franse overzeese gebieden opgenomen. Algerije werd bestuurd als een integraal onderdeel van Frankrijk, maar is wel apart in de lijst opgenomen.
| Korte landsnaam (Nederlands)                              | Status                                  | Korte landsnaam (oorspronkelijke taal/talen)       |
| --------------------------------------------------------- | --------------------------------------- | -------------------------------------------------- |
| Algerije                                                  | Verzameling departementen               | Frans: Algérie                                     |
| Centraal-Afrikaanse Republiek (tot 13 augustus)           | Autonome republiek                      | Frans: République centrafricaine                   |
| Comoren                                                   | Overzees territorium                    | Frans: Comores                                     |
| Congo-Brazzaville (tot 15 augustus)                       | Autonome republiek                      | Frans: Congo                                       |
| Dahomey (tot 1 augustus)                                  | Autonome republiek                      | Frans: Dahomey                                     |
| Franse Zuidelijke Gebieden                                | Overzees territorium                    | Frans: Terres australes et antarctiques françaises |
| Frans-Guyana                                              | Overzeese regio en overzees departement | Frans: Guyane                                      |
| Frans-Polynesië                                           | Overzees territorium                    | Frans: Polynésie française                         |
| Frans-Somaliland                                          | Overzees territorium                    | Frans: Côte française des Somalis                  |
| Gabon (tot 17 augustus)                                   | Autonome republiek                      | Frans: Gabon                                       |
| Guadeloupe                                                | Overzeese regio en overzees departement | Frans: Guadeloupe                                  |
| Ivoorkust (tot 7 augustus)                                | Autonome republiek                      | Frans: Côte d'Ivoire                               |
| Malagasië (tot 26 juni)                                   | Autonome republiek                      | Frans: République Malagasy                         |
| Mauritanië (tot 28 november)                              | Autonome republiek                      | Frans: Mauritanie                                  |
| Mali-federatie (tot 20 juni)                              | Autonome republiek                      | Frans: Fédération du Mali                          |
| Martinique                                                | Overzeese regio en overzees departement | Frans: Martinique                                  |
| Nieuw-Caledonië                                           | Overzees territorium                    | Frans: Nouvelle-Calédonie                          |
| Niger (tot 3 augustus)                                    | Autonome republiek                      | Frans: Niger                                       |
| Opper-Volta (tot 5 augustus)                              | Autonome republiek                      | Frans: Haute-Volta                                 |
| Réunion                                                   | Overzeese regio en overzees departement | Frans: Réunion                                     |
| Saint-Pierre en Miquelon                                  | Overzees territorium                    | Frans: Saint-Pierre et Miquelon                    |
| Togo (tot 27 april)                                       | Autonome republiek en trustschap        | Frans: Togo                                        |
| Tsjaad (tot 11 augustus)                                  | Autonome republiek                      | Frans: Tchad                                       |
| Verspreide Eilanden in de Indische Oceaan (vanaf 26 juni) | Overzees bezit                          | Frans: Îles éparses de l'océan indien              |
| Wallis en Futuna                                          | Protectoraat                            | Frans: Wallis-et-Futuna                            |

### Indiase niet-onafhankelijke gebieden
| Korte landsnaam (Nederlands) | Status                          | Korte landsnaam (oorspronkelijke taal/talen)                              |
| ---------------------------- | ------------------------------- | ------------------------------------------------------------------------- |
| Sikkim                       | Protectoraat: Koninkrijk Sikkim | Engels: Sikkim Nepalees: Sikkim / सिक्किम Sikkimees: ′Bras Ljongs / འབྲས་ལྗོངས་ |

### Italiaanse niet-onafhankelijke gebieden
| Korte landsnaam (Nederlands) | Status     | Korte landsnaam (oorspronkelijke taal/talen) |
| ---------------------------- | ---------- | -------------------------------------------- |
| Somalië (tot 1 juli)         | Trustschap | Engels en Italiaans: Somalia                 |

### Nederlandse niet-onafhankelijke gebieden
Het Koninkrijk der Nederlanden bestond uit drie gelijkwaardige landen: Nederland, Suriname en de Nederlandse Antillen. Deze laatste twee waren dus officieel geen afhankelijke gebieden van Nederland, maar werden vaak toch als zodanig gezien. Nederlands-Nieuw-Guinea was geen land binnen het Koninkrijk, maar een Overzees Rijksdeel van het Koninkrijk.
| Korte landsnaam (Nederlands) | Status             | Korte landsnaam (oorspronkelijke taal/talen)                                             |
| ---------------------------- | ------------------ | ---------------------------------------------------------------------------------------- |
| Nederlandse Antillen         | Land               | Engels: Netherlands Antilles Nederlands: Nederlandse Antillen Papiaments: Antia Hulandes |
| Nederlands-Nieuw-Guinea      | Overzees Rijksdeel | Nederlands: Nederlands-Nieuw-Guinea                                                      |
| Suriname                     | Land               | Nederlands: Suriname                                                                     |

### Nieuw-Zeelandse niet-onafhankelijke gebieden
| Korte landsnaam (Nederlands) | Status             | Korte landsnaam (oorspronkelijke taal/talen) |
| ---------------------------- | ------------------ | -------------------------------------------- |
| Cookeilanden                 | Afhankelijk gebied | Engels: Cook Islands                         |
| Niue                         | Afhankelijk gebied | Engels: Niue                                 |
| Ross Dependency              | Afhankelijk gebied | Engels: Ross Dependency                      |
| Tokelau-eilanden             | Afhankelijk gebied | Engels: Tokelau Islands                      |
| West-Samoa                   | Trustschap         | Engels: Western Samoa                        |

### Noorse niet-onafhankelijke gebieden
Spitsbergen maakte eigenlijk integraal onderdeel uit van Noorwegen, maar had volgens het Spitsbergenverdrag een internationaal erkende speciale status met grote autonomie. Jan Mayen viel niet onder het Spitsbergenverdrag, maar werd wel bestuurd door de gouverneur van Spitsbergen.
| Korte landsnaam (Nederlands) | Status                                                 | Korte landsnaam (oorspronkelijke taal/talen) |
| ---------------------------- | ------------------------------------------------------ | -------------------------------------------- |
| Bouvet                       | Afhankelijk gebied                                     | Noors: Bouvetøya                             |
| Jan Mayen                    | Gebied onder bestuur van de gouverneur van Spitsbergen | Noors: Jan Mayen                             |
| Koningin Maudland            | Afhankelijk gebied                                     | Noors: Dronning Maud Land                    |
| Peter I-eiland               | Afhankelijk gebied                                     | Noors: Per 1.s øy                            |
| Spitsbergen                  | Gebied met speciale status                             | Noors: Svalbard                              |

### Portugese niet-onafhankelijke gebieden
De Portugese overzeese provincies waren officieel een integraal onderdeel van Portugal, maar werden internationaal als Portugese kolonies beschouwd.
| Korte landsnaam (Nederlands) | Status              | Korte landsnaam (oorspronkelijke taal/talen) |
| ---------------------------- | ------------------- | -------------------------------------------- |
| Angola                       | Overzeese provincie | Portugees: Angola                            |
| Kaapverdië                   | Overzeese provincie | Portugees: Cabo Verde                        |
| Macau                        | Overzeese provincie | Portugees: Macau                             |
| Mozambique                   | Overzeese provincie | Portugees: Moçambique                        |
| Portugees-Guinea             | Overzeese provincie | Portugees: Guiné Portuguesa                  |
| Portugees-Indië              | Overzeese provincie | Portugees: Estado da Índia                   |
| Portugees-Timor              | Overzeese provincie | Portugees: Timor Português                   |
| Sao Tomé en Principe         | Overzeese provincie | Portugees: São Tomé e Príncipe               |

### Spaanse niet-onafhankelijke gebieden
De Spaanse overzeese provincies waren een integraal onderdeel van Spanje, maar werden internationaal gezien als Spaanse kolonies. Spaans-Guinea, officieel de Spaanse Equatoriale Regio, bestond uit de provincies Fernando Poo en Río Muni.
| Korte landsnaam (Nederlands) | Status              | Korte landsnaam (oorspronkelijke taal/talen) |
| ---------------------------- | ------------------- | -------------------------------------------- |
| Ifni                         | Overzeese provincie | Spaans: Ifni                                 |
| Spaanse Sahara               | Overzeese provincie | Spaans: Sahara Español                       |
| Spaans-Guinea                | Overzeese regio     | Spaans: Región Ecuatorial Española           |

### Zuid-Afrikaanse niet-onafhankelijke gebieden
| Korte landsnaam (Nederlands) | Status        | Korte landsnaam (oorspronkelijke taal/talen)                                    |
| ---------------------------- | ------------- | ------------------------------------------------------------------------------- |
| Zuidwest-Afrika              | Mandaatgebied | Afrikaans: Suidwes-Afrika Engels: South West Africa Nederlands: Zuidwest-Afrika |